# Obispado castrense de Bolivia
El obispado castrense de Bolivia u ordinariato militar de Bolivia es una circunscripción eclesiástica de la Iglesia católica en Bolivia. Se trata de un ordinariato militar latino, inmediatamente sujeto a la Santa Sede. Desde el 29 de junio de 2022 es sede vacante y su administrador apostólico es el obispo Pedro Luis Fuentes Valencia, de la Congregación de la Pasión.

## Territorio y organización
El ordinariato militar tiene jurisdicción personal peculiar ordinaria y propia sobre los fieles católicos militares de rito latino (y otros fieles definidos en los estatutos), incluso si se hallan fuera de las fronteras del país, pero los fieles continúan siendo feligreses también de la diócesis y parroquia de la que forman parte por razón del domicilio o del rito, pues la jurisdicción es cumulativa con el obispo del lugar. Los cuarteles y los lugares reservados a los militares están sometidos primera y principalmente a la jurisdicción del ordinario militar, y subsidiariamente a la jurisdicción del obispo diocesano cuando falta el ordinario militar o sus capellanes. El ordinariato tiene su propio clero, pero los obispos diocesanos le ceden sacerdotes para llevar adelante la tarea de capellanes militares de forma exclusiva o compartida con las diócesis. 
La sede del ordinariato militar se encuentra en la ciudad de La Paz, en donde se halla la Catedral castrense Nuestra Señora de Luján.
En 2021 en el ordinariato militar existían 6 parroquias.

## Historia
Las primeras disposiciones para los capellanes militares del Ejército Boliviano se remontan a 1848. Los capellanes estuvieron presente durante la guerra del Pacífico en 1879 y durante la guerra del Chaco en 1932.
El primer obispo nombrado por la Santa Sede para la pastoral de las Fuerzas Armadas de Bolivia fue el obispo de Potosí, Carlos Loayza, en los años de 1940 a 1960.
El vicariato castrense fue erigido el 19 de marzo de 1961 con el decreto De militum spirituali cura de la Congregación Consistorial.
Mediante la promulgación de la constitución apostólica Spirituali militum curae por el papa Juan Pablo II el 21 de abril de 1986 los vicariatos militares fueron renombrados como ordinariatos militares o castrenses y equiparados jurídicamente a las diócesis. Cada ordinariato militar se rige por un estatuto propio emanado de la Santa Sede y tiene a su frente un obispo ordinario nombrado por el papa teniendo en cuenta los acuerdos con los diversos Estados. El 21 de julio de 1986 el vicariato castrense fue elevado al rango de ordinariato militar.

## Estadísticas
Según el Anuario Pontificio 2022 el ordinariato militar en 2021 tenía 15 sacerdotes, 2 diáconos y 3 religiosas.
| Año                                                                             | Población            | Población | Población      | Sacerdotes | Sacerdotes    | Sacerdotes    | Bautizados por sacerdote | Diáconos permanentes | Religiosos | Religiosos | Parroquias |
| Año                                                                             | Bautizados católicos | Total     | % de católicos | Total      | Clero secular | Clero regular | Bautizados por sacerdote | Diáconos permanentes | Varones    | Mujeres    | Parroquias |
| ------------------------------------------------------------------------------- | -------------------- | --------- | -------------- | ---------- | ------------- | ------------- | ------------------------ | -------------------- | ---------- | ---------- | ---------- |
| 1999                                                                            |                      |           |                | 26         | 6             | 20            | 0                        | 0                    | 20         | 0          | 4          |
| 2000                                                                            |                      |           |                | 38         | 27            | 11            | 0                        | 0                    | 11         | 0          | 4          |
| 2001                                                                            |                      |           |                | 53         | 32            | 21            | 0                        | 0                    | 21         | 0          | 4          |
| 2002                                                                            |                      |           |                | 64         | 41            | 23            | 0                        | 0                    | 23         | 0          | 4          |
| 2003                                                                            |                      |           |                | 55         | 33            | 22            | 0                        | 1                    | 22         | 0          | 4          |
| 2004                                                                            |                      |           |                | 55         | 33            | 22            | 0                        | 2                    | 22         | 0          | 5          |
| 2013                                                                            |                      |           |                | 36         | 12            | 24            | 0                        | 4                    | 24         | 4          | 5          |
| 2016                                                                            |                      |           |                | 38         | 14            | 24            | 0                        | 4                    | 24         | 4          | 5          |
| 2019                                                                            |                      |           |                | 15         | 15            |               | 0                        | 3                    |            | 4          | 5          |
| 2021                                                                            |                      |           |                | 15         | 15            |               | 2                        |                      |            | 3          | 6          |
| Fuente: Catholic-Hierarchy, que a su vez toma los datos del Anuario Pontificio. |                      |           |                |            |               |               |                          |                      |            |            |            |

## Episcopologio
- Luis Aníbal Rodríguez Pardo † (26 de julio de 1961-30 de julio de 1975 nombrado arzobispo de Santa Cruz de la Sierra)
- René Fernández Apaza † (30 de julio de 1975-17 de mayo de 1986 renunció)
- Mario Lezana Vaca † (17 de mayo de 1986-14 de abril de 2000 retirado)
- Gonzalo de Jesús María del Castillo Crespo, O.C.D. (14 de abril de 2000-4 de abril de 2012 retirado)
- Oscar Omar Aparicio Céspedes (4 de abril de 2012-24 de septiembre de 2014 nombrado arzobispo de Cochabamba)
- Fernando Bascopé Müller, S.D.B. (24 de septiembre de 2014-29 de junio de 2022 nombrado obispo auxiliar de San Ignacio de Velasco[nota 2])
  - Pedro Luis Fuentes Valencia, C.P., desde el 31 de agosto de 2022 (administrador apostólico)